# Нумеров, Борис Васильевич
Бори́с Васи́льевич Ну́меров (17 [29] января 1891, Новгород — 15 сентября (?) 1941, Орёл) — русский, советский астроном, член-корреспондент АН СССР (1929).

## Биография
Родился 17 (29) января 1891 в Новгороде, где провёл детство. Проживал с семьёй на Посольской улице.
В 1909 году, после окончания новгородской мужской гимназии, поступил в Петербургский университет, который окончил в 1913 году, получив диплом первой степени, и был оставлен на кафедре астрономии университета. Одновременно в 1913—1915 годы был сверхштатным астрономом Пулковской обсерватории, вёл наблюдения на зенит-телескопе. В 1915—1925 годах — астроном-наблюдатель обсерватории Петроградского университета. В 1917—1936 годах преподавал в Петроградском (Ленинградском) университете (с 1924 года — профессор), с 1923 года — также профессор Горного института. В 1919 году основал Главный вычислительный институт при Всероссийском астрономическом союзе (с 1920 года — его первый директор), с 1920 года также заведующий отделом Астрономо-геодезического института, организованного по его инициативе в том же году. В 1922—1925 годах — председатель Русского астрономического общества. В 1924—1936 годах — директор Астрономического института, который образовался в 1923 году при слиянии Вычислительного и Астрономо-геодезического институтов. Одновременно в 1926—1927 годах — директор Главной геофизической обсерватории им. А. И. Воейкова, в 1931—1933 годах — заведующий отделом прикладной математики Государственного оптического института.
Арестован в ночь с 21 на 22 октября 1936 года в связи с «пулковским делом», приговорён 25 мая 1937 года по обвинению в шпионаже, вредительстве и организации заговора против советской власти к 10 годам тюремного заключения, конфискации имущества и высылке семьи. Находясь в Крестах, на клочках бумаги написал три новых работы — посвященных автоматической машине, теории больших планет и определению склонений. Расстрелян после начала Великой Отечественной войны, вероятно, 15 сентября 1941 года в Орловской тюрьме, перед сдачей города немецким войскам (там же были расстреляны другие известные заключённые, в том числе Х. Г. Раковский и М. А. Спиридонова). Реабилитирован в 1957 году.

## Научная деятельность
Основные научные работы относятся к астрометрии, небесной механике, геофизике. Занимался вопросами астрономического и гравиметрического приборостроения. Предложил новую программу наблюдений и новый метод обработки наблюдений на зенит-телескопе. Предложил новый метод изучения цапф пассажного инструмента. Разработал теорию универсального инструмента и теорию фотографического пассажного инструмента, произвёл исследования по теории рефракции. Организовал вычислительные работы для «Астрономического ежегодника СССР», первый выпуск которого состоялся в 1921 году. По инициативе Нумерова была организована эфемеридная служба малых планет. Предложил для расчётов эфемерид малых планет оригинальный метод интегрирования дифференциальных уравнений небесной механики, названный им методом экстраполирования. Благодаря данному методу была вычислена точная эфемерида утерянного в 1923 году восьмого спутника Юпитера и он вновь был найден в 1930 году. В связи с проблемой создания каталога слабых звёзд, предложил в 1932 году план наблюдений избранных 10 малых планет для определения точки весеннего равноденствия и положения экватора для этого каталога. По этому плану на 19 обсерваториях разных стран с 1956 по 1975 год было получено свыше 22 000 точных положений планет. Выполнил большую работу по внедрению маятниковых и вариометрических наблюдений для изучения колебаний верхних слоёв Земли. Под его руководством проводились гравиметрические наблюдения во многих районах страны.
По инициативе Нумерова в 1928 году в Астрономическом институте была создана опытная механическая мастерская, а несколько позже — конструкторское бюро. В мастерской изготовлены 13-дюймовый (33 см) телескоп-рефлектор для Абастуманской обсерватории, новая модель лабораторного визуального микрофотометра, однотипные коронографы для наблюдений затмений Солнца и другие приборы. В 1931 году при Всесоюзном объединении оптико-механического производства была создана специальная Комиссия астрономических приборов, первым председателем которой стал Нумеров.
Предложил метод численного решения дифференциальных уравнений (метод Нумерова), используемый по настоящее время.

## Адреса в Ленинграде
- 2-я линия В. О., дом 3 (1927—1936)[3]

## Память
В честь Нумерова назван лунный кратер и малая планета (1206) Нумеровия, открытая К. В. Рейнмутом 18 октября 1931 года в Гейдельберге.